# III (álbum de Crystal Castles)
III (estilizado como (III)) é o terceiro álbum de estúdio do duo de música eletrônica Crystal Castles, lançado em 12 de novembro de 2012 no Reino Unido.

## Faixas
Todas as faixas foram compostas por Ethan Kath e Alice Glass e produzidas por Kath.
| N.º            | Título                  | Duração |  |
| 1.             | "Plague"                | 4:56    |  |
| 2.             | "Kerosene"              | 3:12    |  |
| 3.             | "Wrath of God"          | 3:07    |  |
| 4.             | "Affection"             | 2:37    |  |
| 5.             | "Pale Flesh"            | 3:00    |  |
| 6.             | "Sad Eyes"              | 3:27    |  |
| 7.             | "Insulin"               | 1:47    |  |
| 8.             | "Transgender"           | 3:05    |  |
| 9.             | "Violent Youth"         | 4:22    |  |
| 10.            | "Telepath"              | 3:54    |  |
| 11.            | "Marcenary"             | 2:39    |  |
| 12.            | "Child I Will Hurt You" | 3:33    |  |
| Duração total: | Duração total:          | 39:33   |  |

## Capa do álbum
A capa do álbum foi produzida a partir da fotografia feita pelo fotojornalista espanhol Samuel Aranda. A imagem retrata uma mulher chamada Fatima al-Qaws segurando seu filho, Zayed, que foi exposto a gás lacrimogênio durante um protesto em Sana'a, Iêmen, no dia 15 de outubro de 2011.

## Desempenho comercial
O álbum estreou na posição 145 nas paradas da Billboard 200, e a quinta posição nas paradas de álbuns de música eletrônica. O álbum vendeu 4 000 cópias na semana. em que foi lançado. Na semana seguinte,, (III) alcançou a posição 77 na Billboard 200. Até agosto de 2016 álbum vendeu 52 000 cópias nos Estados Unido.

## Tabelas musicais
| Publicação           | Lista                                | Posição |
| -------------------- | ------------------------------------ | ------- |
| Complex              | Os 50 melhores álbuns de 2012        | 19      |
| Consequence of Sound | Os 50 melhores álbuns de 2012        | 39      |
| The Hype Machine     | Os dez melhores álbuns de 2012       | 1       |
| NME                  | Lista dos 50 melhores álbuns de 2012 | 4       |
| Pitchfork            | Os 50 melhores álbuns de 2012        | 49      |
| Spinner              | Os 50 melhores álbuns de 2012        | 34      |